# Sjuk Bacchus
Sjuk Bacchus eller Självporträtt som Bacchus (italienska: Bacchino malato, Autoritratto in veste di Bacco) är en tidig oljemålning av den italienske barockkonstnären Caravaggio. Den målades omkring 1595 och ingår i samlingarna i Galleria Borghese i Rom. 
Lombarden Caravaggio kom till Rom i början av 1590-talet, där han upplevde några framgångsrika år innan han 1606 tvingades fly staden efter att begått ett dråp. Till en början verkade han i ateljén hos manieristen Cavalier d'Arpino. Det anses att Sjuk Bacchus tillkom under denna tid eller strax därefter, då han vistades på sjukhuset Ospedale di Santa Maria della Consolazione(it). Tavlan var i Cavalier d'Arpinos ägo till 1607, då hans konstsamling, som även omfattade Caravaggios Pojke skalar frukt och Ung man med fruktkorg, beslagtogs av kardinalprästen Scipione Borghese efter anklagelser om skattebrott. Ung man med fruktkorg är liksom Sjuk Bacchus idag utställd på Galleria Borghese.
Bilden är ett självporträtt av konstnären som den romerske vinguden Bacchus kombinerat med ett fruktstilleben på bordet. Caravaggio avbildade ofta sig själv i sina verk och hans första biograf Giovanni Baglione angav att konstnären utfört verket sittandes framför en spegel. Vingudens gulaktiga hy har tolkats som sjuklighet, därav verkets titel, och kopplats samman med konstnärens sjukdomsperiod vid denna tid.
Caravaggio målade Bacchus åter omkring 1596–1598; den versionen är utställd på Uffizierna i Florens.  